# یلووا گورا
جلووا گورا (به صربی: Jelova gora) یک کوه در صربستان است که در Western Serbia واقع شده‌است. جلووا گورا ۱٬۰۱۱ متر بالاتر از سطح دریا واقع شده‌است.